# Гребнев, Андрей Петрович
Андре́й Петро́вич Гре́бнев (25 сентября 1902, Данилово, Ирмучашская волость, Уржумский уезд, Вятская губерния, Российская империя ― 22 января 1983, Москва, СССР) ― советский военный и партийный деятель, журналист, краевед. Депутат Верховного Совета Туркменской ССР 1 созыва (1938—1947). В годы Великой Отечественной войны ― батальонный комиссар 645 автомобильного батальона на Западном фронте и политуправления на 3-м Белорусском фронте, майор. Инспектор Главного политуправления Министерства обороны СССР, полковник (1955). Член ВКП(б) с 1926 года.

## Биография
Родился 25 сентября 1902 года в дер. Данилово ныне Параньгинского района Марий Эл в бедной крестьянской семье.
В сентябре 1924 года призван в РККА Краснопутиловским районным военкоматом Москвы. До 1926 года ― старшина эскадрона кавалерийской бригады РККА в Туркестане.
В 1926―1930 годах был советско-партийным работником в Мари-Турекском, Моркинском, Оршанском кантонах Марийской автономной области. В 1929 году окончил Марийскую советскую партийную школу. В 1930―1933 годах ― заведующий отделом партийной жизни газеты «Марийская правда». 
В 1936 году окончил Всесоюзный коммунистический институт журналистики. В 1936―1939 годах ― ответственный секретарь, главный редактор газеты «Туркменская искра». В 1938―1947 годах избирался депутатом Верховного Совета Туркменской ССР.
В 1940 году был ответственным секретарём московского журнала «Пропагандист».
В июле 1941 года вновь призван в Красную Армию. Участник Великой Отечественной войны: батальонный комиссар 645 автомобильного батальона на Западном фронте и политуправления на 3-м Белорусском фронтах, майор. Был неоднократно ранен. Награждён орденами Красной Звезды, Отечественной войны II и I степени и медалями.
После войны ― инспектор Главного политуправления Министерства обороны СССР, полковник. Завершил военную службу в июле 1955 года.
Известен как исследователь истории боевых подвигов уроженцев и жителей Марийской республики, автор книг «Герои земли марийской (1965), «Ради жизни» (1971), «Через огненные рубежи» (1972), «Солдатская слава» (1974), «Родиной награждённые» (1976), «Победители» (1983). Помогал семьям погибших в войне, постоянно сотрудничал с Марийским книжным издательством, редакцией газеты «Марийская правда» и Марийским научно-краеведческим музеем. На Смоленщине и в Белоруссии участвовал в открытии памятников особо отличившихся героев Великой Отечественной войны.
Ушёл из жизни 22 января 1983 года в Москве. 

## Военные награды
- Орден Отечественной войны I степени (06.05.1945)[12]
- Орден Отечественной войны II степени (03.11.1944)[12]
- Орден Красной Звезды (01.10.1942; 05.11.1954)[12]
- Медаль «За боевые заслуги» (15.11.1950)[12]
- Медаль «За оборону Москвы» (01.05.1944)[12]
- Медаль «За победу над Германией в Великой Отечественной войне 1941—1945 гг.» (09.05.1945)[12]
- Медаль «За взятие Кёнигсберга» (09.06.1945)[12]
- Медаль «За воинскую доблесть. В ознаменование 100-летия со дня рождения Владимира Ильича Ленина» (1970)